# Каясула
Каясула́ — село в Нефтекумском районе (городском округе) Ставропольского края России.

## Этимология
По одной из версий Каясула «в переводе с тюркского означает „водопой овец“ („къой“ — овца, баран и „сула“ — вода), или же „гора с водой“ („кая“ — скала, „сула“ — вода), или „къой ассыл“ — „добротные овцы“» (при этом используемое в разговорной речи словосочетание «кой ассылав» может переводиться как «разведение, выращивание овец», «занятие овцеводством»). Согласно другой версии, поселение названо «по имени богатого туркмена Кой Ассула, якобы основателя аула».
В источниках встречаются варианты наименования аула Каясулу, Коясулу:10. Местные жители называют его Коясыл.

## География
Село находится в западной части Ногайской степи, на юго-востоке Ставропольского края. К юго-западу от Каясулы расположено озеро Зункарь.
Расстояние до краевого центра: 311 км.
Расстояние до районного центра: 67 км.

## История
Населённый пункт возник предположительно в 1909 году, на месте зимовки нескольких ногайских аулов. По некоторым данным основан жителями кочевого аула Къойассыл. Первоначально носил название аул Казыхан.
На 1 января 1927 года в ауле Коясулу числилось 356 хозяйств с населением 1415 человек (756 мужчин и 659 женщин), из них 908 — ногайцы и 507 — русские. По состоянию на 1 октября 1929 года в ауле имелась школа. На тот момент он был административным центром Коясулинского сельского совета Ачикулакского района Дагестанской АССР. Кроме Коясулы в состав территории сельсовета входили ещё 2 аула — Менгиш-Кую и Уч-Тюбе-Таслы:10.
С 1935 по 1958 год аул Каясула был центром Каясулинского района.
В 1948 году аул Каясула стал селом.
До 1 мая 2007 года было административным центром муниципального образования «Сельское поселение Каясулинский сельсовет» Нефтекумского района Ставропольского края.

## Население
| 1926  | 1939  | 1989  | 2002  | 2010  | 2014  | 2021  |
| ----- | ----- | ----- | ----- | ----- | ----- | ----- |
| 1415  | ↗2088 | ↗4440 | ↗4894 | ↗5004 | ↘4700 | ↘4602 |
| 2023  |       |       |       |       |       |       |
| ↘4000 |       |       |       |       |       |       |

Национальный состав
По данным Всероссийской переписи населения 2010 года:
| Народ      | Численность, чел. | Доля от всего населения, % |
| ---------- | ----------------- | -------------------------- |
| ногайцы    | 3525              | 70,44 %                    |
| русские    | 740               | 14,79 %                    |
| даргинцы   | 194               | 3,88 %                     |
| корейцы    | 99                | 1,98 %                     |
| армяне     | 97                | 1,94 %                     |
| татары     | 69                | 1,38 %                     |
| другие     | 231               | 4,62 %                     |
| не указали | 49                | 0,98 %                     |
| всего      | 5004              | 100,00 %                   |

## Инфраструктура
- Больница. Построена в 1995 году[18].
- Социально-культурное объединение[19].
- Библиотека. Открыта 27 мая 1946 года[20].
- Детская библиотека. Открыта 27 мая  1953 года[21]
- Местная ногайская национально-культурная автономия Нефтекумского муниципального района[22].
- В границах села расположены 5 вероисповедальных открытых кладбищ[23].

## Образование
- Детский сад № 16 «Теремок». Открыт 27 июля 1976 года[20]
- Детский сад № 17 «Петушок»[24]. Открыт 10 сентября 1965 года[25].
- Средняя общеобразовательная школа № 16[26].

## Памятники
На территории Каясулы расположен объект культурного наследия «Братская могила советских воинов и партизан отряда „Каясулинский“, погибших в борьбе с фашистами». Количество захороненных — 33 человека. В 1974 году на могиле, около здания сельской администрации, был установлен памятник. В 1989 году в память о земляках, погибших в годы Великой Отечественной войны, в селе открыли Мемориал Славы.
В 1976 году в парке установлен памятник В. И. Ленину.